# Batyst

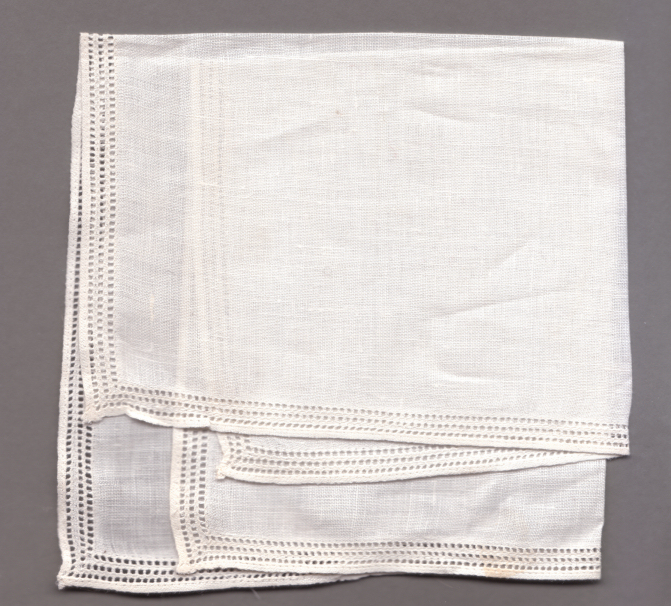
Batystowa chusteczka

Batyst (fr. batiste) – tkanina o delikatnej fakturze, bardzo cienka i przezroczysta. Wykonana zazwyczaj z przędzy bawełnianej, jedwabnej lub lnianej, tkana splotem płóciennym. Zazwyczaj bielona, niekiedy drukowana.
Wykorzystywana jako materiał na bieliznę, lekkie ubiory kobiece i ich dodatki, oraz do dekoracji wnętrz (np. na zasłony).
Od XIII wieku produkowany we Francji, później we Włoszech, Flandrii i Niemczech. W Polsce produkowany od XVIII wieku.